# Diözesanmuseum Rottenburg
Koordinaten: 48° 28′ 32,7″ N, 8° 56′ 1,1″ O

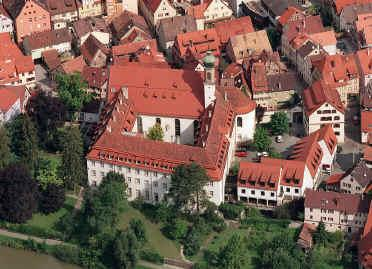
Priesterseminar mit Diözesanmuseum in der ehemaligen Klosterkirche

Das Diözesanmuseum Rottenburg in Rottenburg am Neckar ist eines der ältesten Bistumsmuseen Deutschlands. Älter sind nur die entsprechenden Einrichtungen in Paderborn und Freising.

## Geschichte
Bischof Josef von Lipp gründete 1862 das Diözesanmuseum durch den Ankauf der Sammlung altdeutscher Gemälde des Rottweiler Stadtpfarrers Johann Georg Dursch (1800–1881). Die Sammlung umfasste 71 Positionen und gab einen repräsentativen Querschnitt über die süddeutsche Malerei des 15. und 16. Jahrhunderts. Zunächst wurden die Exponate in zwei Bildersälen des Bischöflichen Ordinariats untergebracht. Unter dem Leiter und späteren Bischof Paul Wilhelm Keppler entwickelte sich die Sammlung zu einem Museum im heutigen Sinn. Er erweiterte sie um Werke der Goldschmiedekunst.
Durch den Umbau der ehemaligen Kirche des Karmeliterklosters und heutigen Priesterseminars, der 1992 eröffnet wurde, ergab sich erstmals die Möglichkeit einer dauerhaften Präsentation der Bestände sowie von Sonderausstellungen in einem besonderen Raum. Die Kirche war nach der Aufhebung des Klosters umgebaut wurden und enthielt mehrere Wohnungen für das Domkapitel. Unter der Leitung des Architekten Eckehard Janofske wurde das Gebäude entkernt und dank einer selbsttragenden Stahlbetonkonstruktion für die Museumszwecke nutzbar gemacht. Dabei wurde die Dimension und Struktur des ursprünglichen Kirchenschiffs wieder sichtbar. Einschließlich des Einbaus der Diözesanbibliothek im Dachgeschoss kostete der Umbau 10 Mio. Euro. Die Präsentation verantwortete der damalige Leiter Wolfgang Urban.

## Sammlung

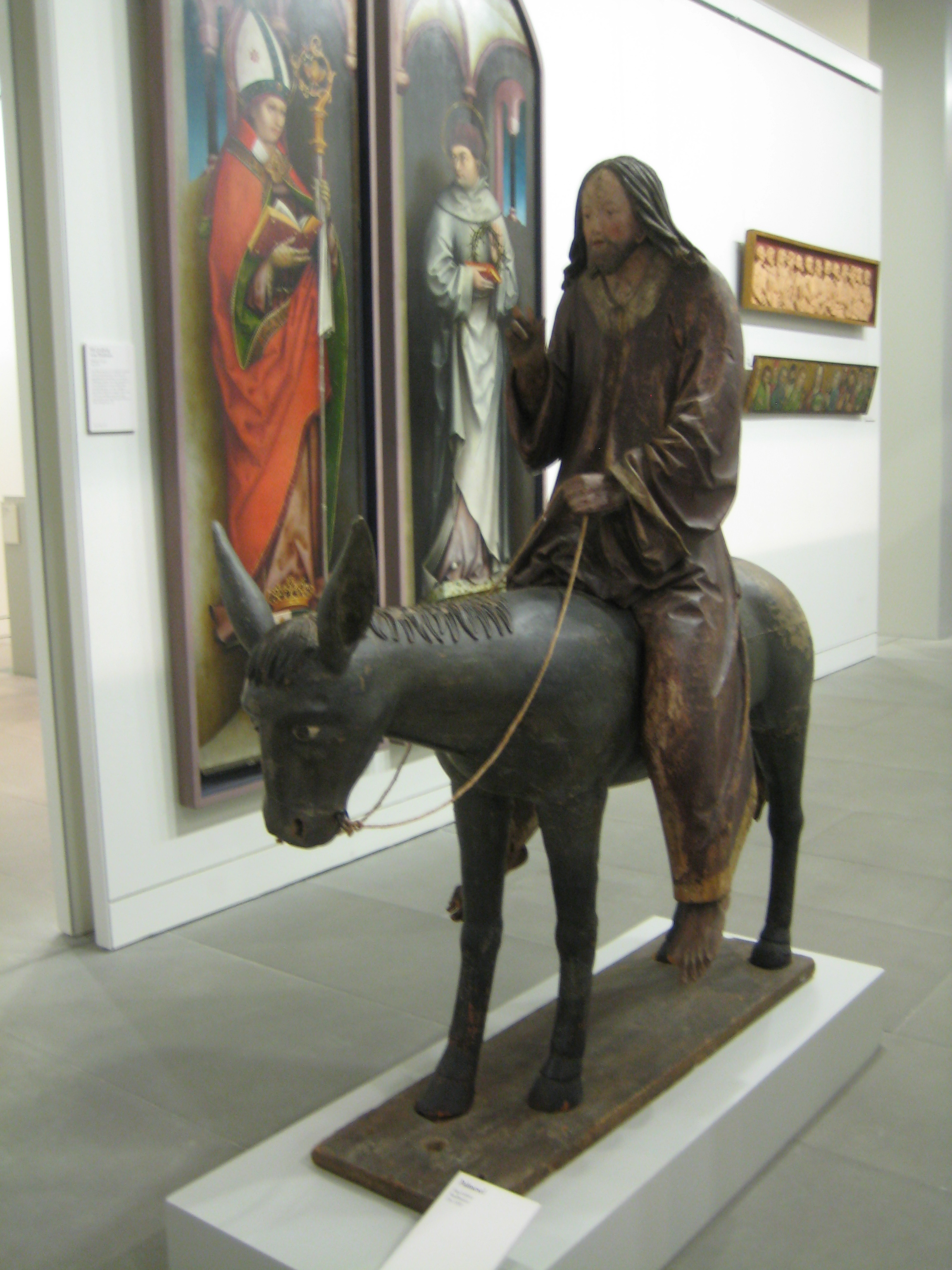
Palmesel im Diözesanmuseum Rottenburg

Nach dem Ankauf der Sammlung Dursch wurden die Bestände kontinuierlich ergänzt und erweitert. Ziel war es dabei auch, Kunstwerke aus dem Gebiet des Bistums vor der Zerstörung oder dem Zerfall zu bewahren, die durch die Säkularisation ihres liturgischen Zwecks beraubt waren oder nicht mehr dem jeweiligen Zeitgeschmack entsprachen. In der ersten Hälfte des 20. Jahrhunderts wurde die Sammlung um Werke der Barockzeit, der Volkskunst und einer Krippensammlung erweitert. Mittlerweile besitzt das Museum eine der umfangreichsten und bedeutendsten Sammlungen von Reliquiengläsern in Deutschland, die vom 2. bis zum 20. Jahrhundert reicht. Ältestes Kunstobjekt ist ein Reliquiar von 700. In der Schatzkammer sind zudem historische Messgewänder untergebracht. 1993 kamen in einem erheblichen Umfang weitere Werke dazu: Münzen und Medaillen sowie mittelalterliche Skulpturen und Barockwerke von Joseph Wannenmacher und Johannes Zick. Seit 1996 umfasst die Sammlung auch Werke der Moderne, insbesondere von Karl Caspar, Otto Dix, Lude Döring, Andy Warhol, Hermann Heintschel, Herbert Falken oder Volker Stelzmann. 2010 konnte erneut eine bedeutende Sammlung von Skulpturen des 15. und 16. Jahrhunderts aufgenommen werden. Das Museum enthält zudem den Domschatz des Rottenburger Doms St. Martin sowie unzählige Werke der Volksfrömmigkeit.

## Kustoden und Leiter
- bis 1899 Paul Wilhelm Keppler
- um 1928 Albert Pfeffer
- 1940–1953 Anton Pfeffer[1]
- 1953–1973 Gottlieb Merkle
- 1974–1992 Carl Gregor Herzog zu Mecklenburg
- 1992–2012 Wolfgang Urban
- seit 2012 Melanie Prange